# 정일관
정일관(鄭日冠, 1992년 10월 30일~)은 조선민주주의인민공화국의 축구 선수로 포지션은 스트라이커이다. 현재 리명수체육단과 조선민주주의인민공화국 축구 국가대표팀에서 활동하고 있으며 조선민주주의인민공화국 대표팀 국제 A매치 최다 득점자이다.

## 구단 경력
황해북도 사리원시 출신이다.
2011년 리명수체육단에서 데뷔한 뒤 2012년 조선민주주의인민공화국 1부류축구련맹전에서 3위를 달성했다. 2012년 프리미어리그의 뉴캐슬 유나이티드와 세르비아 수페르리가의 FK 파르티잔, 에레디비시의 PSV 에인트호번의 관심을 받았다. 2015년 만경대체육대회에서 3위를 달성했고 2017년 스위스 슈퍼리그의 FC 루체른으로 이적했다. 
루체른 이적 후 2018년까지 4경기에 출전해 1득점을 기록했고 2018년 스위스 챌린지리그의 FC 빌로 임대 이적해 2경기에 출전했다. 이후 리명수체육단으로 복귀했다.

## 국가대표팀 경력
U-20 대표팀 시절 중국에서 열린 2010년 AFC U-19 챔피언십 3경기에 출전하여 팀의 통산 3번째 우승에 기여했다. 또한 2011년 FIFA U-20 월드컵 출전권을 획득했으며 이 대회 최우수 선수로 선정되었다. 
이듬해인 2011년 조선민주주의인민공화국 A대표팀에 처음으로 발탁되었고 같은 해 3월에 이라크와의 친선 경기를 통해 국제 A매치에 처음 출전했다. 이후 4월에 네팔 카트만두에서 열린 네팔 대표팀과의 2012년 AFC 챌린지컵 예선 경기에서 국가대표 데뷔 골을 넣었다. 2012년 3월에는 네팔에서 열린 2012년 AFC 챌린지컵에 참가하여 투르크메니스탄과의 결승전에서 골을 넣으며 대표팀의 우승에 기여했다. 
2014년 9월에는 대한민국 인천에서 열린 2014년 아시안 게임 축구 종목에서 U-23 대표팀 일원으로 참가했다. 그는 6경기에서 5득점을 기록하며 대표팀의 은메달 획득에 기여했다. 같은 해 11월에는 괌 대표팀과의 2015년 EAFF 동아시안컵 2차 예선에서 2골을 넣으며 본선 진출에 기여했다. 2015년 8월에 중국 우한에서 열린 2015년 동아시안컵 본선에 참가했고 대표팀은 3위에 올랐다.
2016년 11월에 열린 2017년 EAFF E-1 풋볼 챔피언십 예선에서도 중화 타이베이와 홍콩을 상대로 1골씩 득점을 기록하면서 본선 진출에 기여했고 2017년 11월 태국 부리람에서 열린 말레이시아과의 2019년 AFC 아시안컵 예선 경기에서 개인 A매치 통산 16골을 기록하면서 정대세와 박남철이 보유했던 조선민주주의인민공화국 축구 대표팀 최다 득점 기록을 갱신했다. 12월에는 일본 도쿄에서 열린 2017년 EAFF E-1 풋볼 챔피언십 본선에 참가했다.
2019년 1월에는 아랍에미리트에서 열린 2019년 AFC 아시안컵 본선에도 출전했으나 3전 전패로 조별리그에서 탈락했다. 같은 해 7월에는 전인도 축구 연맹이 주관하고 아마다바드에서 열린 국제 친선 축구 대회인 2019년 인터콘티넨털컵에 참가하여 대표팀의 우승에 기여했다. 정일관은 이 대회에서 인도의 수닐 체트리, 리형진과 함께 공동 득점왕을 차지했고 대회 최우수 선수로 선정되었다. 
2023년 11월 미얀마와의 2026년 FIFA 월드컵 예선 경기에서 자신의 국가대표팀 첫 해트트릭을 기록하여 1-6 승리에 기여했다.

## 수상 내역
리명수체육단
- 만경대체육대회: 2013
- 백두산체육대회: 2011
- 백두산체육대회 준우승: 2012
- 보천보체육대회: 2012
- 보천보체육대회 준우승: 2015
- AFC 프레지던트컵 준우승: 2014

 조선민주주의인민공화국 U-20
- AFC U-20 아시안컵: 2010

 조선민주주의인민공화국 U-23
- 아시안 게임 은메달: 2014

 조선민주주의인민공화국
- AFC 챌린지컵: 2012
- 인터콘티넨털컵: 2019